# Facultad de Ciencias Administrativas y Sociales UABC Campus Ensenada
La Facultad de Ciencias Administrativas y Sociales, abreviada como FCAyS, es una institución dedicada fundamentalmente a la enseñanza en las áreas de la Administración y las Ciencias Sociales. La Facultad pertenece a la Universidad Autónoma de Baja California y junto con otras unidades académicas, que son las de Ciencias de la Salud, Idiomas, Artes y Deportes, constituyen el campus Valle Dorado de dicha Universidad en la ciudad de Ensenada, Baja California, México.

## Historia
El surgimiento de la Escuela de Contabilidad y Administración (antiguo nombre de la Facultad) se autoriza el 27 de noviembre de 1982 en sesión extraordinaria del Consejo Universitario. La principal circunstancia que originó la creación de esta escuela fue la demanda, debido al número considerable de alumnos que tenían que viajar diariamente a la ciudad de Tijuana para estudiar la carrera de Contador Público.
La escuela inicia actividades en el ciclo 1984-2 con un grupo de 60 alumnos de la carrera de Contador Público. En el período 1985-2 inicia la licenciatura en Administración de Empresas con un grupo de 50 alumnos  y en el ciclo escolar 1989-1 la licenciatura en Informática con 101 alumnos.
Durante 1999 la Escuela abre el ingreso a la licenciatura en Sociología en la modalidad semiescolarizada. 
En el periodo 2003-1 la Escuela de Contabilidad y Administración (ECA) pasa a ser la Facultad de Ciencias Administrativas y Sociales al presentarse y aprobarse el programa de posgrado Maestría en Administración.
Durante del semestre 2003-2 se amplia la oferta educativa hacia las Ciencias Sociales ofreciéndose las carreras Ciencias de la Educación, Derecho, Psicología y Ciencias de la Comunicación. 
El 25 de febrero de 2005 se inaugura de forma oficial el Campus Valle Dorado, y el 28 de marzo del mismo año la Facultad inicia actividades en sus nuevas instalaciones. Durante 2009, FCAYS celebró 25 años de servir a la comunidad Baja Californiana.

## Licenciaturas
Las licenciaturas que ofrece esta Facultad son: 
- Administración de Empresas
- Informática
- Contaduría
- Derecho
- Ciencias de la Educación
- Psicología
- Ciencias de la Comunicación
- Sociología

## Posgrados
Las maestrías que ofrece la Facultad son:
- Maestría en Administración
- Maestría en Gestión de Tecnologías de la Información y la Comunicación
- Maestría en Impuestos
- Maestría en Ciencias Jurídicas
- Maestría en Educación
- Maestría en Proyectos Sociales

El programa doctoral que ofrece la Facultad es:
- Doctorado en Ciencias Administrativas